# Esther Lederberg

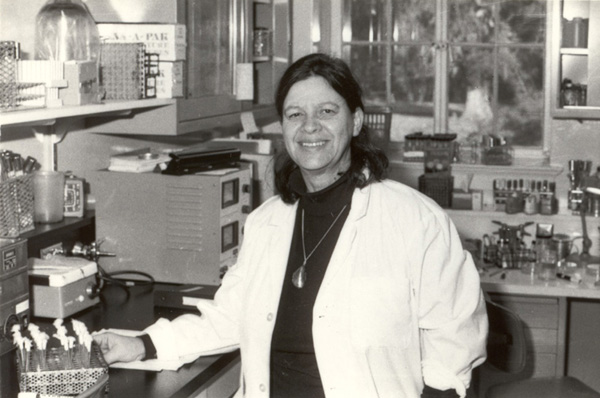
Esther Lederberg, Stanford University, 1977

Esther Miriam Zimmer Lederberg (New York, 18 december 1922 – Stanford, 11 november 2006) was een Amerikaanse microbioloog en pionier op het gebied van de bacteriële genetica. Ze ontdekte de bacteriële virus lambda-faag en de bacteriële vruchtbaarheidsfactor F.
Als vrouw in een door mannen gedomineerd vakgebied, en als echtgenote van Nobellaureaat Joshua Lederberg, worstelde Esther Lederberg om professionele erkenning te krijgen. Ondanks haar fundamentele microbiologische ontdekkingen werd haar nooit een vaste aanstelling aan een universiteit aangeboden. Leerboeken negeerden haar werk en schreven haar prestaties vooral toe aan haar echtgenoot.

## Biografie
Esther Miriam Zimmer werd geboren in The Bronx als oudste van de twee kinderen van David Zimmer, een immigrant uit Roemenië die een drukkerij runde, en Pauline Geller Zimmer. Ze volgde onderwijs aan de Evander Childs High School in de Bronx. Na haar afstuderen in 1938 kon ze dankzij een studiebeurs studeren aan Hunter College in New York. Aanvankelijk wilde ze Frans of literatuur studeren, maar op advies van haar docenten stapte ze over naar biochemie. Ze behaalde een bachelordiploma genetica en studeerde  cum laude af in 1942, op 19-jarige leeftijd.
Na haar afstuderen aan Hunter ging Zimmer als onderzoeksassistent werken voor Alexander Hollaender aan het Carnegie Institution of Washington, waar ze  haar eerdere werk met N. crassa voortzette en ze haar eerste werk over genetica publiceerde. In 1944 won ze een fellowship aan de Stanford-universiteit, waar ze als assistent werkzaam was voor George Wells Beadle en Edward Tatum.
In 1946 verkreeg ze haar mastergraad en huwde ze Joshua Lederberg, destijds een student van Tatum aan Yale-universiteit, vijf maanden nadat hij haar per brief had gevraagd over haar onderzoek naar de schimmel Neurospora. Ze verhuisde naar het Osborn Botanical Laboratory van Yale en daarna naar de Universiteit van Wisconsin nadat haar man daar hoogleraar was geworden. Aan die universiteit voltooide ze in 1950 haar doctoraat onder supervisie van Royal Alexander Brink.
Haar huwelijk met Joshua strandde in 1966. In 1993, op zeventig jarige leeftijd hertrouwde ze met Matthew Simon, een technicus die ze in 1989 op Yale had ontmoet.

## Werk
Tijdens haar promotieonderzoek in 1950 bestudeerde en isoleerde Esther Lederberg een voorheen niet-gekarakteriseerde coli-faag, bekend als lambda-bacteriofaag. Een faag is een virus die alleen bacteriën infecteert. In tegenstelling tot gewone bacteriofagen is de lambda-faag in staat om zich in het DNA van de gastheer binnen te dringen waar ze blijven bestaan zolang de bacterie leeft. Deze genetische informatie wordt in cirkelvormige DNA-strengen, zogenaamde plasmiden, opgeslagen. Pas wanneer de bacterie onder stress komt te staan, vermenigvuldigt de faag zich en zal het uiteindelijk de gastheer doden. Dankzij Lederbergs ontdekking zou de lambda-faag uitgroeien tot een belangrijk hulpmiddel bij microbieel onderzoek naar dierlijke virussen met een vergelijkbare levenscyclus, waaronder enkele tumorvirussen en het herpesvirus.
Samen met haar echtgenoot ontwikkelde ze replicaplating, een techniek die wordt gebruikt om bacteriële mutanten te isoleren en te analyseren en om anti-bioticaresistentie te volgen. 
Ze is oprichter van het Plasmid Reference Center (PRC) aan de Stanford School of Medicine, waar ze van 1976  tot aan pensionering in 1985 leiding aangaf. Daarna zette ze haar werk bij PRC voort als vrijwilliger.